# Tatort: Murot und das Murmeltier
Murot und das Murmeltier ist ein Fernsehfilm aus der Krimireihe Tatort. Der vom Hessischen Rundfunk produzierte Beitrag wurde am 17. Februar 2019 im Fernsehen ausgestrahlt. Der Wiesbadener Kommissar Felix Murot ermittelt in seinem siebenten Fall; es ist die 1084. Folge der Tatort-Reihe.

## Handlung
Hauptkommissar Felix Murot träumt in einer verfremdeten Version des traditionellen Tatort-Vorspanns von einem Einsatz; in dem Moment, als er erschossen wird, wacht er durch sein klingelndes Handy zuhause in seinem Bett auf. Es ist 07:29 Uhr, Anruferin ist seine Assistentin Magda Wächter, die ihm mitteilt, dass es eine Geiselnahme in einer Bank gibt und er sofort kommen muss. Er begibt sich zum Tatort, glänzt durch sein Fachwissen über Banküberfälle und erklärt und regelt die Situation für seine Kollegen mit beinahe überheblicher Leichtigkeit. Alleine in die Bankfiliale eingedrungen, überredet er eine mit einer Armbrust bewaffnete Geiselnehmerin mit ebensolcher Leichtigkeit zum Aufgeben, kurz darauf entwaffnet er ihren Komplizen mit einem einzigen Handgriff. Als er ihn und die Geiseln nach draußen begleitet, wird er allerdings von der Frau, die er unbeaufsichtigt gelassen hatte, erschossen. In diesem Moment wacht er erneut zuhause auf, es ist wieder 7:29 Uhr und er wird zum Einsatz gerufen. Er ist offensichtlich in eine Zeitschleife geraten. Es folgen nun zahlreiche weitere Zeitschleifen, die sich stark ähneln, aber auch sehr wesentliche Unterschiede aufweisen. Gemeinsam ist allen, dass Murot am Ende stirbt und gleich darauf wieder im Bett liegend durch das Handy geweckt wird. Er begegnet denselben Nachbarn und Passanten, Kollegen und Verbrechern sowie ähnlichem Verhalten und wird jedes Mal auf andere Weise getötet. Im Gegensatz zu Murot ereignet sich die Situation für alle anderen jedoch jeweils zum ersten Mal, und Murot geht aufgrund seines Wissens und Leidens immer ruppiger und teilweise auch ironisch-zynischer mit Kollegen, Verbrechern und Passanten um.
Nach dem Anruf wird er in seinem Wohnhaus erst von der lauten Thrash-Metal-Musik seines Nachbarn gestört, dann begegnet er einer Joggerin mit einem offenen Schuh, die im Treppenhaus stürzt, auf der Straße einer Mutter mit einem kleinen Jungen, der immer sagt, dass er lieber beim Vater leben würde, um dann Murot vor die Füße zu laufen, und schließlich einer Punkerin, die an der roten Ampel die Windschutzscheibe seines NSU Ro 80 putzen will. Anschließend trifft er seine Kollegen am Einsatzort; dort schüttet ihm ein neuer Kollege Kaffee über die Hose und ein beschrifteter Papierflieger der Täter fliegt aus der Bank auf die Beamten zu. Murot dringt jeweils in die Bank ein und trifft in Szenen, in denen er nicht früher stirbt, auf die mit einer Armbrust bewaffnete Geiselnehmerin und auf den männlichen Geiselnehmer, der weitere Bankangestellte in einem Büroraum mit Sprengstoff in Schach hält. Im Gespräch mit Murot stellt sich heraus, dass der Geiselnehmer in einen Sorgerechtsstreit verwickelt ist, was der Auslöser für dessen Tat sein könnte. Er ist der Einzige, der ebenfalls in einer Zeitschleife lebt und sich daher wie Murot an die vorigen Szenen erinnern kann.
Im Lauf der Wiederholungen findet der Kommissar den Namen der Geiselnehmerin heraus: Nadja Eschenbach.
Murot versucht, aus dieser Zeitschleife zu entkommen. Zunächst fährt er nicht zum Einsatzort, sondern in ein Ausflugslokal, wird durch Medienberichte von dem Fall eingeholt und stirbt durch Frontalzusammenstoß mit einem LKW. In einer weiteren Schleife erschießt er sich aus Verzweiflung sofort nach dem Aufwachen, wacht aber sogleich wieder auf, einmal stürzt er sich aus einem Fenster, weil er seinen Wohnungsschlüssel vergessen hat, um anschließend wieder in seinem Schlafzimmer aufzuwachen. Er kauft sich Werkzeug in einem Baumarkt und fährt zur Wohnung von Nadja Eschenbach, bricht dort ein und wird von einem durch einen Hausbewohner gerufenen Polizeikollegen erschossen. Er findet zuvor allerdings noch den Namen des männlichen Geiselnehmers im Laptop von Eschenbach: Stefan Gieseking.
In der nächsten Schleife kommt es zu einem längeren Dialog Murots mit Gieseking, den er anschließend erschießt, als dieser die Geiseln brutal tritt. Murot bietet Eschenbach an, mit ihr als Geisel die Filiale zu verlassen und für sie beide einen Fluchtwagen zu fordern. Als die Polizeibeamten nicht darauf eingehen, erschießt er sie und wird dann selbst erschossen. In der darauffolgenden Schleife findet er heraus, dass es sich bei der Mutter und dem Kind, die er jeden Tag vor seiner Tür trifft, um Giesekings Ex-Frau und Sohn handelt. Er nimmt den Jungen im Auto mit zum Tatort und handelt mit dem Täter einen Deal aus. Dieser lässt einige Geiseln frei und bekommt einen Fluchtwagen, in dem er mit der Mittäterin flieht. Murot nimmt die Verfolgung auf und wird am Ende vom Fluchtauto der Geiselnehmer frontal gerammt.
Murot ist sich schließlich sicher, wie er aus der Zeitschleife entkommt: Es darf niemand sterben. Er überredet Gieseking, ihm zu vertrauen, die Geiseln laufen zu lassen und mit ihm die Bank zu verlassen. Murot hatte zuvor gemeinsam mit seiner Assistentin den Einsatzleiter überzeugen können, alle Polizeibeamten mindestens 100 Meter vom Ort des Geschehens zurückzuziehen. So können Murot und der Geiselnehmer ungestört ins Auto steigen und den Tatort verlassen. Längere Zeit fahren sie durch die Gegend und führen Gespräche über ihr jeweiliges Leben und wie einem manchmal alles sinnlos vorkommt. Kurz vor Sonnenuntergang erreichen sie einen Fluss, wo sie sich am Ufer niederlassen. Murot gibt Gieseking seine Waffe und meint, dass dieser die Wahl habe: Er könne sie beide erschießen und alles würde wieder von vorn losgehen – oder sie überwinden die Schleife und am nächsten Morgen würde ein neuer Tag beginnen. Als Gieseking die Pistole weglegt, greift überraschend das SEK ein und nimmt Gieseking fest. Magda Wächter antwortet Murot anschließend auf dessen Nachfrage hin, dass niemand zu Tode kam.
Murot erwacht am nächsten Morgen und wartet darauf, dass sein Handy klingelt, aber es bleibt stumm. Erleichtert tritt er auf seinen Balkon, unten auf der Straße läuft Frau Gieseking mit ihrem Sohn vorbei, die Joggerin steht auf ihrem Balkon und erzählt Murot, dass sie heute nicht läuft, weil sie sich gestern überanstrengt hat. Murot weiß jetzt, dass die Zeitschleife vorbei ist und genießt den neuen Tag.

## Musik
In diesen Tatort wurde als Filmmusik eingespielt:
- Cult von Slayer
- Wenn süß das Mondlicht auf den Hügeln schläft (Impressionen) von James Last
- I got you babe von Sonny and Cher

Die übrige Filmmusik wurde eigens für den Tatort von Dietrich Brüggemann komponiert und vom hr-Sinfonieorchester eingespielt.

## Hintergrund
Der Titel ist eine Anspielung auf den Spielfilm Und täglich grüßt das Murmeltier, dessen Idee und Konstrukt hier erneut aufgegriffen werden.
Die Dreharbeiten fanden vom 3. Mai 2017 bis zum 9. Juni 2017 in Frankfurt und Umgebung statt. Der Film hatte seine Premiere am 30. August 2018 auf dem Festival des deutschen Films.
Vier Filmfiguren tragen die Nachnamen berühmter Klassik-Pianisten: Gieseking ist der Name des Pianisten Walter Gieseking, der in Wiesbaden lebte und beerdigt ist. Weitere Pianistennamen sind Backhaus, Brendel und Eschenbach.

## Rezeption

### Kritiken
Der Film erhielt weitgehend positive Kritiken. Hervorgehoben wurden Inszenierung, Zeitschleifenform und Tukurs Leistung. 
Thomas Gehringer etwa beurteilte in einem Beitrag für Tittelbach.tv die Variation der Todesarten als vergnügsam und den Film als eine „herrlich verspielte Reflektion über das Fernsehen, das selbst eine Art Zeitschleife ist. Aber auch ein ernst gemeinter Krimi über den Verdruss der Alltags-Routine mit der sympathischen Botschaft: ‚Jeder Tag ist ein Geschenk‘.“ Christian Buß vergab bei Spiegel Online neun von zehn möglichen Punkten und empfahl, den Film „einfach als blutigen Befreiungsschlag gegen die Sonntagsroutine“ zu betrachten, ohne nach dessen Plausibilität zu fragen. Claudia Tieschky sprach sich in der Süddeutschen Zeitung ausschließlich deshalb für den Film aus, „weil Tukur diesen Wahnsinn so wahnsinnig spielt“. Karsten Essen meinte sowohl in der Medienkorrespondenz als auch im Filmdienst, dass die Folge ein „formal innovativer Beitrag“ zur Tatort-Reihe und vor allem von Tukur gut gespielt sei. In der FAZ begeisterte sich Oliver Jungen „über die schiere Spielfreude, die sich in hinreißender Komik manifestiert“.
Tobias Sedlmaier gab sich hingegen in der NZZ nicht vollständig zufrieden: Die Zeitschleife sei „nur im ersten Drittel“ vergnüglich, „die potenziell unendliche Ausdehnung von Möglichkeiten kann schnell in Beliebigkeit kippen, was nach einem furiosen Beginn die Folge letztlich doch etwas schwächeln lässt.“

### Interpretation
Bereits der Titel des Krimis verweist auf den Film Und täglich grüßt das Murmeltier von 1993. Kritiker gaben sich daneben überzeugt davon, dass der Science-Fiction-Film Edge of Tomorrow als Vorbild der Folge diente, in dem der Protagonist bis zum Verlassen der Zeitschleife ebenfalls mehrfach stirbt.

### Einschaltquote
Die Erstausstrahlung von Murot und das Murmeltier am 17. Februar 2019 wurde in Deutschland von 6,88 Millionen Zuschauern gesehen und erreichte einen Marktanteil von 19,4 Prozent für Das Erste.

### Auszeichnungen
- 2018: Filmkunstpreis beim Festival des deutschen Films in Ludwigshafen[13]
- 2019: Nominierung für den Deutschen Fernsehkrimipreis[14]
- 2019: Sonderpreis für herausragende künstlerische Leistungen beim Fernsehfilmfestival Baden-Baden an Dietrich Brüggemann[15]
- 2020: Nominierung für den Deutschen Fernsehpreis in der Kategorie „Bester Fernsehfilm“